# Don Meineke
Donald E. Meineke, detto Don (Dayton, 30 ottobre 1930 – Dayton, 3 settembre 2013), è stato un cestista statunitense, professionista nella NBA.

## Carriera
Venne selezionato dai Fort Wayne Pistons al secondo giro del Draft NBA 1952 (12ª scelta assoluta).
Ricevette la prima edizione del premio per il miglior rookie NBA, nel 1953, mentre giocava per i Fort Wayne Pistons. Meineke era in testa alla classifica di falli e uscite per falli di quella stagione. Il suo record particolare, ancora oggi imbattuto, è quello di 26 uscite per falli nel suo primo anno nella lega.
Meineke giocò la stagione 1955-56 nei Rochester Royals, e dopo aver passato la stagione seguente senza giocare, rientrò nel 1957-58 quando la squadra si era trasferita a Cincinnati.

## Palmarès
- NCAA AP All-America Third Team (1952)
- NBA Rookie of the Year (1953)